# Sfera Bernala

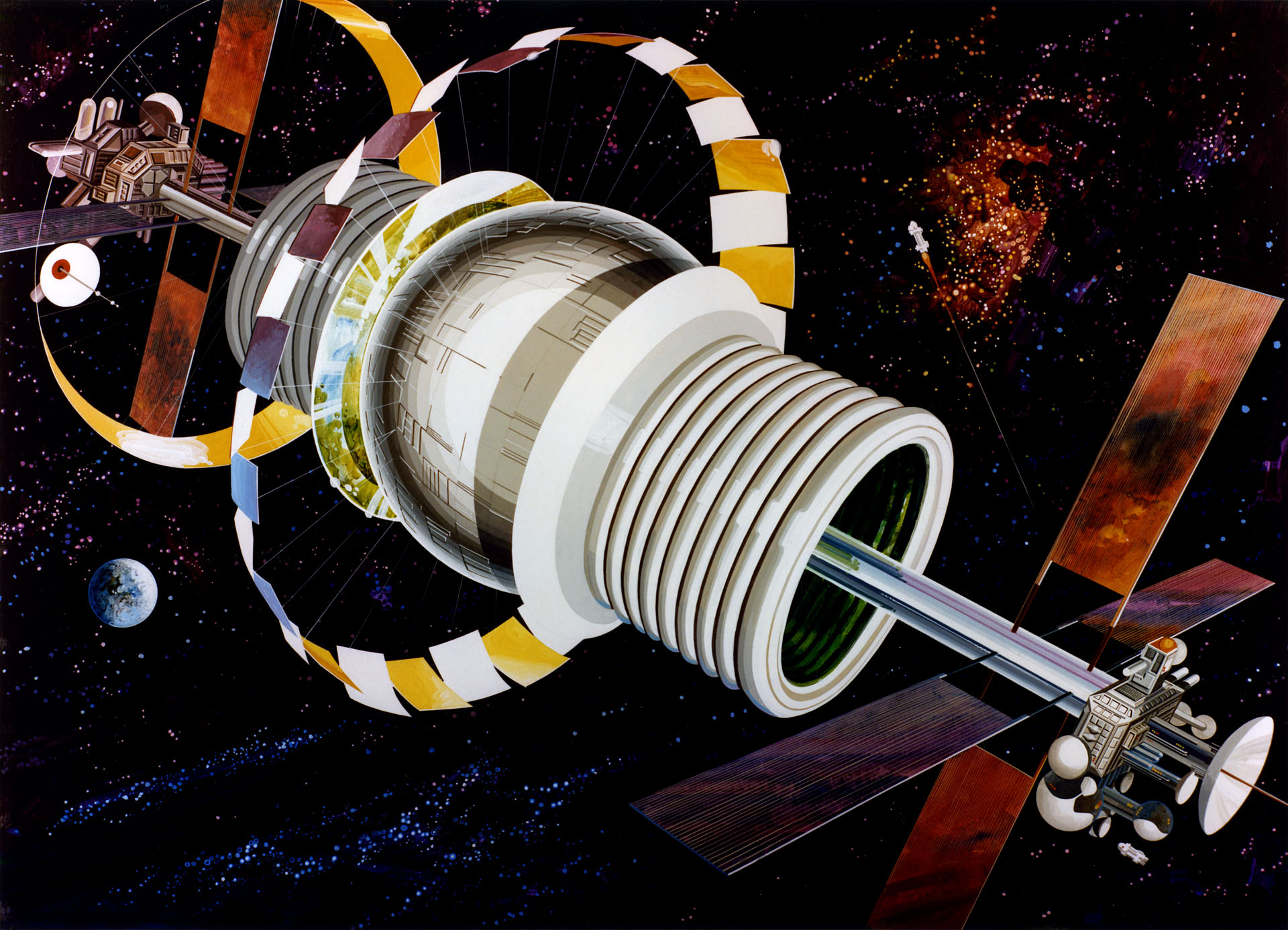
Sfera Bernala widziana z zewnątrz – wizja artysty

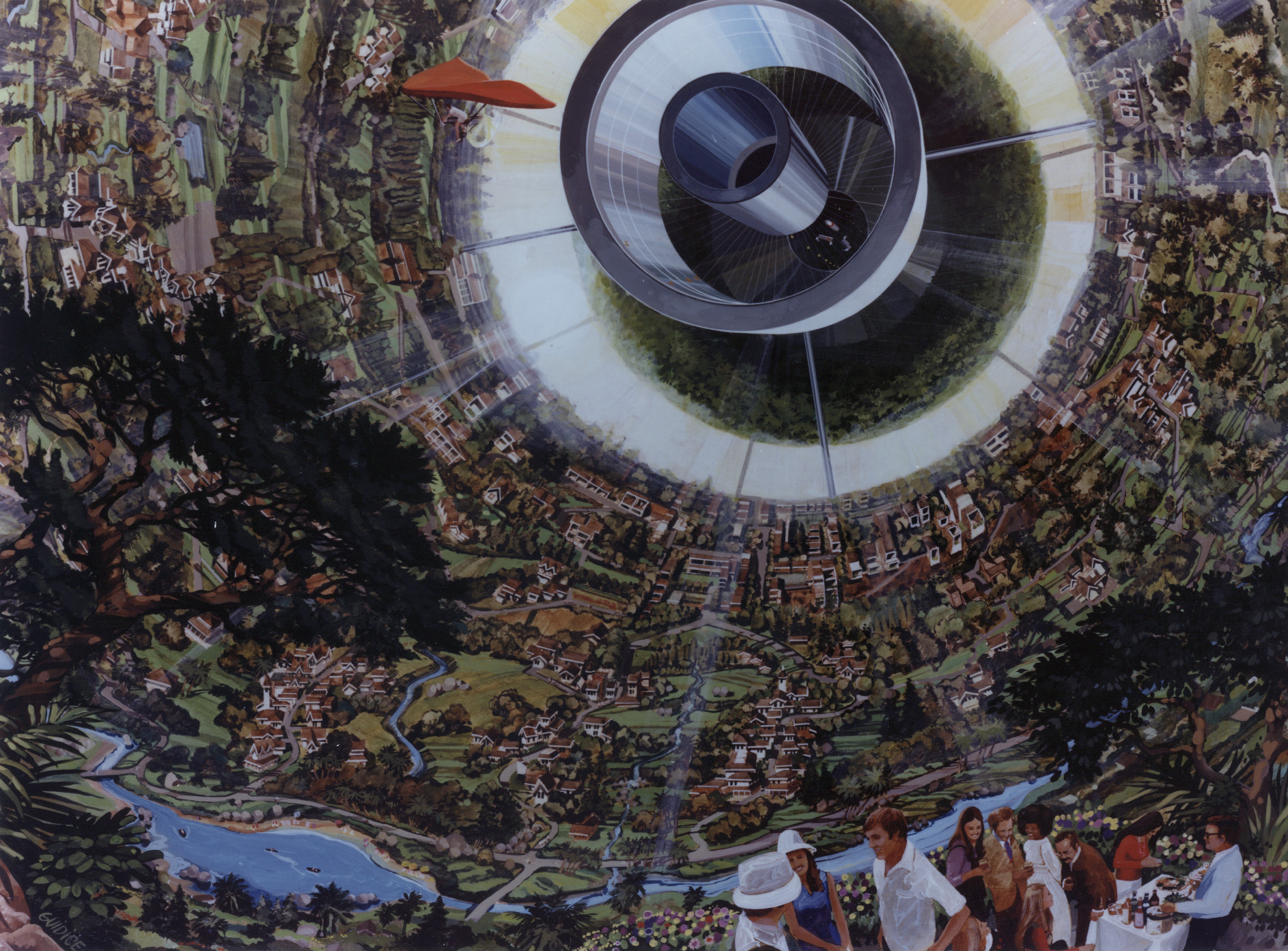
Wnętrze sfery Bernala – wizja artysty

Sfera Bernala – rodzaj kolonii kosmicznej zaprojektowanej w 1929 roku przez J. D. Bernala, która w założeniu ma być długoterminowym, pozaziemskim miejscem pobytu dla ludzi.
Oryginalna wersja projektu zakłada obiekt o średnicy 1,6 km (1 mila), z docelową populacją 30 000 mieszkańców. Zmieniona wersja projektu mówi o obiekcie posiadającym zaledwie 500 m średnicy, który dzięki obracaniu się z prędkością 1,9 obrotu na minutę będzie w stanie symulować przyciąganie ziemskie.